# Thomas J. Hine
Thomas J. Hine (* wohl vor 1850, † wohl nach 1885) war ein US-amerikanischer Fotograf – einer der ersten Fotografen, die Aufnahmen im heutigen Yellowstone-Nationalpark gemacht haben. Das vermutlich erste Foto von einer Eruption des Old Faithful-Geysirs in Yellowstone, vom Sommer 1871, stammt von Thomas Hine. 
Hine lebte in Chicago, Illinois. 
Während des amerikanischen Bürgerkrieges (1861 bis 1865) war Thomas Hine einer von rund zwei Dutzend Mitarbeitern des Fotografen Mathew B. Brady (1822–1896), der ein wichtiger Chronist des Bürgerkrieges und einer der ersten fotografischen Kriegsberichterstatter war. 
Nach dem Bürgerkrieg bis Anfang der 1870er Jahre arbeitet Hine als Fotograf in Chicago, und zwar höchstwahrscheinlich für das Fotostudio Copelin & Melander (später: Copelin & Son) in der Lake Street 131.
Hine gehörte zur Expedition des Hauptmanns (Captain) John W. Barlow, die am 2. Juli 1871 von Chicago ins Yellowstone-Gebiet aufbrach. Zwei Wochen später trafen sie mit der Hayden-Expedition zusammen, der der Fotograf William Henry Jackson angehörte, und setzten ihren Weg durch das Yellowstone-Gebiet zu einem großen Teil gemeinsam fort. Hin und wieder teilten sich die Gruppen jedoch und erforschten unterschiedliche Gebiete. Im Sommer 1871 nahm Hine im Yellowstone-Gebiet rund 200 Fotos auf Glasplatten-Negative auf, die er im Herbst mit nach Chicago nahm. Dort wurden fast alle seine Aufnahmen beim  großen Brand von Chicago am 8./9. Oktober 1871 vernichtet. Nur rund ein Dutzend von Hines Aufnahmen aus dem Yellowstone-Gebiet sind erhalten geblieben, darunter das vermutlich erste Foto einer Eruption des Old Faithful-Geysirs in Yellowstone überhaupt.
Im Jahr 1873, also rund zwei Jahre nach dem Brand, nahm Hine als Fotograf an einer Expedition in das (zu den Rocky Mountains gehörende) San Juan-Gebirge in Colorado teil, die von Leutnant (Lieutenant) Ernest H. Ruffner geleitet wurde. Seine Aufnahmen von dieser Expedition wurden als  stereoskopische Karten von Copelin & Son vertrieben, auf denen jedoch vermerkt war, dass die Negativ von Hine aufgenommen wurden.
Von den späten 1870er Jahren bis Mitte der 1880er Jahre nahm Hine Fotos in Colorado auf, unter anderem vom Garden of the Gods am Stadtrand von Colorado Springs, am Fuße des Pikes Peak, sowie von Manitou Springs. Er fotografierte wohl auch im Auftrag der Eisenbahngesellschaft Denver and Rio Grande Western Railroad (D&RGW), verkaufte aber auch Fotos unter seinem eigenen Namen.